# Карло Маттрель
Карло Маттрель (італ. Carlo Mattrel, * 14 квітня 1937, Турин — † 25 вересня 1976, Фронт) — колишній італійський футболіст, воротар.
Насамперед відомий виступами за клуби «Ювентус», а також національну збірну Італії.

## Клубна кар'єра
Вихованець футбольної школи клубу «Ювентус». Дорослу футбольну кар'єру розпочав 1955 року в основній команді того ж клубу. Не провівши жодного офіційного матчу був віданний на умовах оренди до команди «Анконітана», ворота якої захищав протягом 1956—1957 років.
Своєю грою за останню команду знову привернув увагу представників тренерського штабу головної команди «Ювентуса», до складу якого повернувся 1957 року. Цього разу відіграв за «стару синьйору» наступні чотири сезони своєї ігрової кар'єри. 1961 року знову був відданий у оренду, цього разу до клубу «Палермо».
1962 року повернувся до Турина, де протягом наступних трьох сезонів був резервним голкіпером «Ювентуса».
Протягом 1965—1967 років захищав кольори команди «Кальярі». Завершив професійну ігрову кар'єру у клубі СПАЛ, за команду якого виступав протягом 1967—1968 років.

## Виступи за збірні
Залучався до складу молодіжної збірної Італії, за яку відіграв у 2 офіційних матчах. Ще один матч був проведений у складі другої збірної Італії. 
1962 року дебютував в офіційних матчах у складі національної збірної Італії. Протягом кар'єри у національній команді, яка тривала усього 1 рік, провів у формі головної команди країни лише 2 матчі, пропустивши 3 голи. У складі збірної був учасником чемпіонату світу 1962 року у Чилі, на якому захищав ворота італійців в одній грі — у програному з рахунком 0:2 скандальному матчі проти господарів турніру.

## Титули і досягнення
- Чемпіон Італії (3):

«Ювентус»:  1957–58, 1959–60, 1960–61
- Володар Кубка Італії (3):

«Ювентус»:  1958–59, 1959–60, 1964-65